# Akarapon Chaikirin
Akarapon Chaikirin (thailändisch อัครพล ไชยคิรินทร์; * 9. März 1995) ist ein thailändischer Fußballspieler.

## Karriere
Akarapon Chaikirin stand 2013 bei dem Erstligisten Chainat Hornbill FC in Chainat unter Vertrag. Hier kam er jedoch nicht zum Einsatz. Wo er anschließend spielte, ist unbekannt. Von mindestens 2019 bis Anfang August 2023 stand er beim Uttaradit FC unter Vertrag. 2019 spielte er mit dem Verein aus Uttaradit in der vierten Liga. Am Ende der Saison wurde er mit Uttaradit Meister der Northern Region der Liga. Von Ende Dezember 2021 bis Mai 2022 wurde er an den Drittligisten Nakhon Mae Sot United FC ausgeliehen. Nach der Ausleihe kehrte er nach Uttaradit zurück. Am Ende der Saison 2022/23 wurde er mit Klub Vizemeister der Northern Region der dritten Liga. In den Aufstiegsspielen zur zweiten Liga konnte man sich jedoch nicht durchsetzen. Zu Beginn der Saison 2023/24 unterschrieb er einen Vertrag beim Zweitligaaufsteiger Chanthaburi FC. Sein Zweitligadebüt für den Verein aus Chanthaburi gab er am 7. Oktober 2023 (8. Spieltag) im Auswärtsspiel gegen den Kasetsart FC. Hier stand er in der Startelf und spielte die kompletten 90 Minuten.

## Erfolge
Uttaradit FC
- Thai League 4 – North: 2019